# Accident d'helicòpter d'Ebrahim Raisi
El 19 de maig de 2024, un helicòpter Bell 212 es va estavellar prop de Varzaqan, Iran, mentre estava de camí a Tabriz des de la presa de Khoda Afarin. L'helicòpter portava el president de l'Iran, Ebrahim Raisi, el ministre d'afers exteriors Hossein Amir-Abdollahian, el governador general de la província de l'Azerbaidjan Oriental, Malek Rahmati, i Mohammad Ali Ale-Hashem, el representant del líder suprem a l'Azerbaidjan Oriental. Els nou passatgers i la tripulació van morir en l'accident.
L'accident va tenir lloc mentre Raisi viatjava a l'Azerbaidjan Oriental (província de l'Iran), prop de la ciutat de Jolfa, a la frontera entre l'Azerbaidjan i l'Iran. L'IRIB (Radiodifusió de la República Islàmica de l'Iran) va informar que les operacions de rescat van trobar dificultats a causa del terreny boscós dens, agreujat per les condicions meteorològiques adverses com la pluja intensa, la boira i els forts vents. Es van fer servir drons, equips de cerca i rescat, gossos especialment entrenats, i el sistema de satèl·lits Copernicus per a la cerca de les restes de l'helicòpter.

## Rerefons
El 19 de maig de 2024, el president de l'Iran Ebrahim Raisi estava a l'Azerbaidjan per encarregar el complex hidroelèctric de Khoda Afarin i inaugurar el complex hidroelèctric de Giz Galasi amb el president de l'Azerbaidjan Ilham Alíev. El complex és el tercer projecte de col·laboració entre l'Iran i l'Azerbaidjan al riu Araxes. Un dia abans de l'accident, l'Organització Meteorològica de l'Iran va emetre una advertència meteorològica taronja per a la regió.